# يوسف بن يحيى الكرمي
الشيخ يوسف بن يحيى بن مرعي الكرمي (تُوفي في 1 أغسطس 1667م، الموافق 10 صفر 1078هـ)، ولقبه جمال الدين، واسمه الكامل يوسف بن يحيى بن مرعي بن يوسف بن أبي بكر بن أحمد بن أبي بكر بن يوسف بن أحمد الكرمي، هو عالم وفقيه مسلم ومفتي، وُلِد في مدينة طولكرم بفلسطين، يُعد من أبرز علماء الحنابلة، وأحد أبرز علماء الإسلام في القرن الحادي عشر للهجرة، وكان مفتيًا للحنابلة في أرض فلسطين، وهو من أعلام فلسطين، وحفيد الفقيه مرعي الكرمي.

## سيرته
الشيخ يوسف بن يحيى بن مرعي بن يوسف بن أبي بكر بن أحمد بن أبي بكر بن يوسف بن أحمد الكرمي، ولقبه جمال الدين، وُلِد في مدينة طولكرم بفلسطين، ونشأ في كنف أسرة عرفت بالعلم والفقه في طولكرم؛ إذ أخرجت عائلته عدة فقهاء وعلماء كان منهم جده العلامة الفقيه مرعي الكرمي، إضافة لابن أخ جده مرعي وهو الشيخ الفقيه أحمد بن يحيى الكرمي، وقريبه الشيخ مصطفى بن يوسف الكرمي، وغيرهم.
في عام 1634 ميلاديًا (الموافق 1044 هجريًا) توجه يوسف بن يحيى الكرمي إلى مصر فأخذ هناك علومه الدينية في الأزهر الشريف، وكان من أبرز شيوخه الشيخ منصور البهوتي. وفي عام 1639 ميلاديًا (الموافق 1049 هجريًا) عاد يوسف الكرمي إلى مدينته طولكرم، فتولى الإفتاء للحنابلة في أرض فلسطين وعلى وجه الخصوص لعموم ألوية منطقة جبل نابلس، وكان بذلك أحد أبرز علماء الإسلام الحنابلة في القرن الحادي عشر للهجرة.

## شيوخه
أخذ الشيخ يوسف بن يحيى الكرمي علومه في شتى المواضيع الشرعية والفقهية عن عددٍ كبير من العلماء والشيوخ في مصر، كان من أبرزهم الشيخ منصور بن يونس البهوتي.

## منهجه
تأثر الشيخ يوسف بن يحيى الكرمي في منهجه بِجدهِ الفقيه مرعي الكرمي، فالتزم منهجه وتعاليمه.

### مسألة الطلاق
كان الشيخ يوسف بن يحيى الكرمي يميل إلى القول بعدم وقوع الطلاق في كلمة، توافقًا بذلك مع الفقيه ابن تيمية.

## وفاته
تُوفي الشيخ يوسف بن يحيى الكرمي في مدينة طولكرم نهار يوم الاثنين 1 أغسطس 1667 ميلاديًا، الموافق 10 صفر 1078 هجريًا.

## ثناء العلماء عليه
- قال الشيخ محمد كمال الدين الغزي في كتابه "النعت الأكمل" عن الشيخ يوسف بن يحيى الكرمي: «هو الشيخ الفاضل الفقيه والعالم الهمام النبيه».[5][22][6]

## ممن ترجم له
كان من أبرز من ترجم سيرة يوسف بن يحيى الكرمي كُلٌ من:
1. الفقيه محمد بن فضل الله المحبي، في كتابه "خلاصة الأثر في أعيان القرن الحادي عشر"، المجلد 4، الصفحة 508+509.[7]
2. الفقيه محمد بن عبد الله بن حميد، في كتابه "السحب الوابلة على ضرائح الحنابلة"، الصفحة 499.[10][23]
3. الفقيه محمد كمال الدين الغزي، في كتابه "النعت الأكمل لأصحاب الإمام أحمد بن حنبل"، الصفحة 230+231.[6]
4. الباحث عبد العزيز بن حسن بن عبد العزيز الصائغ، في دراسته "شرح منتهى الإرادات للشيخ منصور بن يونس البهوتي"، الصفحة 24، عام 1998.[14]
5. الفقيه الشيخ جعفر السبحاني، في موسوعته "طبقات الفقهاء"، المجلد 11، الصفحة 461، عام 1999.[8][1]
6. الفقيه الشيخ بكر بن عبد الله أبو زيد، في كتابه "تسهيل السابلة لمريد معرفة الحنابلة للشيخ صالح بن عبد العزيز بن علي آل عثيمين"، المجلد 1، الصفحة 1565، عام 2000.[24]
7. الباحثة أميرة فهمي محمد دبابسة، في دراستها "نزهة الناظرين في تاريخ من ولي مصر من الخلفاء والسلاطين لمرعي الكرمي"، الصفحة 11، عام 2000.[9]
8. الشيخ عمار توفيق أحمد البدوي، في كتابه "العلماء الكرميون عبر ثمانية قرون وأثرهم في الحضارة العربية الإسلامية"، الصفحة 72، عام 2002.[5]
9. الشيخ القاضي ناصر بن سعود بن عبد الله السلامة، في كتابه "حواشي الإقناع للعلامة منصور بن يونس البهوتي الحنبلي"، الصفحة 14، عام 2004.[16]
10. الشيخ يوسف محمد مروان سليمان الأوزبكي، في دراسته "تاريخ المذهب الحنبلي في فلسطين"، الصفحة 196، عام 2009.[11]
11. الشيخ حمود بن إبراهيم بن حمود السلامة، في كتابه "المسائل العقدية التي خالف فيها بعض فقهاء الحنابلة إمام المذهب"، الصفحة 20، عام 2014.[25]
12. الباحثة بسمة أحمد صدقي الدجاني، في كتابها "منية المحبين وبغية العاشقين لمرعي الكرمي"، الصفحة 8+17، عام 2016.[4]
13. الباحثة ندى بنت تركي بن عبد الرحمن المقبل، في دراستها "فتيا للإمام منصور البهوتي في مسألة في الأوقاف" في مجلة العلوم الشرعية الصادرة عن جامعة الإمام محمد بن سعود الإسلامية بالسعودية، العدد 44، الصفحة 8، عام 2017.[18]

## وصلات خارجية
1. عن يوسف بن يحيى الكرمي، في كتاب "العلماء الكرميون عبر ثمانية قرون" للشيخ عمار البدوي.
2. سيرة يوسف بن يحيى الكرمي، في كتاب "النعت الأكمل" للفقيه محمد كمال الدين الغزي.
3. سيرة يوسف بن يحيى الكرمي، في كتاب "خلاصة الأثر" للفقيه محمد بن فضل الله المحبي.
4. سيرة يوسف بن يحيى الكرمي، في كتاب "السحب الوابلة على ضرائح الحنابلة" للفقيه محمد بن حميد.